# Attentats du 25 mai 2022 à Mazâr-e Charîf
Les attentats du 25 mai 2022 à Mazâr-e Charîf sont survenus le 25 mai 2022 lorsque trois explosions ont touché un groupe de mini-fourgonnettes dans la ville afghane de Mazâr-e Charîf, dans la province de Balkh. Neuf personnes sont mortes et quinze autres ont été blessées.
Les autorités talibanes ont déclaré que les terroristes responsables avaient placé des engins piégés à l'intérieur des véhicules. On pense que les bombardements ont été dirigés contre des passagers chiites afghans.
L'État islamique au Khorassan a revendiqué la responsabilité des attaques via l'agence de presse Amaq,.